# Miknasa
I Banū Miknāsa (in arabo مكناسة‎?, in berbero: Imeknasen), sono stati una tribù di Berberi Zanata maghrebini, presenti nella regione della città di Taza (attuale Marocco) e nell'Algeria occidentale odierna ma originari dall'Ifrīqiya.

Giocarono un importante ruolo nella conquista islamica della penisola iberica. Sono conosciuti per aver fondato la città di Meknès in Marocco, ma anche Mequinenza in Spagna e Meknassi in Tunisia testimoniano la loro importante presenza in epoca medievale. Acquaviva Platani, in Sicilia, in epoca islamica si chiamava Miknas.

## Storia
I Miknāsa erano originari della Tripolitania e del sud della Tunisia, ma si spostarono nel periodo pre-islamico a ovest, stabilendosi nella zona occidentale dell'Algeria e nel centro del Marocco.
Dopo la conquista islamica del Maghreb il grosso dei Miknāsa si convertì all'islam. Nel 711, membri di questa tribù parteciparono ed ebbero un ruolo importante nella conquista islamica della penisola iberica. I Miknāsa che arrivarono nella Penisola iberica si stabilirono a nord di Cordova. Nell'XI secolo, a seguito della caduta del Califfato di Cordova, membri di questa tribù fondarono la dinastia aftaside che regnò sulla Taifa di Badajoz.
Alcuni Miknāsa parteciparono alla Grande rivolta berbera (739-742), adottando l'Islam kharigita e fondarono sul bordo settentrionale del Sahara l'emirato di Sigilmassa (771-980). Questo regno assunse il controllo del commercio trans-sahariano, ottenendo una grande prosperità economica. Si allearono con gli Omayyadi del Califfato di Cordova contro i Fatimidi ed entrarono più volte in conflitto con i Maghrawa. Nell'XI secolo furono sconfitti e costretti a riconoscere l'autorità almoravide.